# 斑点鼯鼠
斑点鼯鼠（学名：Petaurista marica）也称斑点鼯鼠、花白鼯鼠、白斑小鼯鼠，隶属于松鼠科鼯鼠族（中国大陆学术界一般视为鼯鼠科）鼯鼠属的一种啮齿动物。在中国大陆，分布于云南、广西、西藏等地。

## 分类地位
本种曾被视为小鼯鼠（Petaurista elegans）的一个亚种，2013年学者通过系统分析认为本种与小鼯鼠在系统关系上互为姐妹群，应为不同物种。但是目前大部分资料仍将本种视为小鼯鼠白斑亚种。

## 形态特征
斑点鼯鼠体长35～38厘米，尾长约等于体长。头部和身体背部具有许多白色毛束组成的白斑，白斑直径约6～13毫米。身体背部底色为黄橄榄色，腹部为鲜黄褐带浅黄色。皮翼背面为褐黄色，腹面呈鲜艳淡黄褐带赤色。

## 保护
本种于2023年被收录入《有重要生态、科学、社会价值的陆生野生动物名录》。